# EBAWE
EBAWE Anlagentechnik GmbH (früher als Akronym von „Eilenburger Baustoffmaschinenwerk“) ist ein weltweit tätiges Unternehmen im Bereich Maschinen- und Anlagenbau aus dem sächsischen Eilenburg bei Leipzig, das heute zur Progress Holding aus Brixen/Südtirol gehört. Die Geschichte von EBAWE reicht zurück in das Jahr 1854, dem Gründungsjahr der „Maschinenbauanstalt Dr. Bernhardi Sohn“. Die heutige EBAWE Anlagentechnik GmbH wurde 1998 von der Progress Group neu gegründet. Somit wurde aus der ehemaligen EBAWE Maschinenbau GmbH, die es von 1990 bis 1998 gab, das Unternehmen EBAWE Anlagentechnik GmbH.

## Produkte
EBAWE Anlagentechnik produziert komplette Produktionsanlagen für die industrielle Herstellung verschiedener Betonfertigteile. Innerhalb der Firmengruppe fertigt EBAWE Umlaufanlagen, Maschinen und Anlagen zur Verarbeitung von Betonstahl, Schalungssysteme, Anlagen für vorgespannte Betonelemente sowie Maschinensoftware und komplette ERP-Systeme. Darüber hinaus werden auch Mischanlagen, Kübelbahnen, Schalungen, 3D-Software für Fertigteile und weitere Komponenten wie Kräne, Betonschleifmaschinen etc. vertrieben. Das Unternehmen ist heute mit seinen Produkten auf zahlreichen Messen weltweit vertreten, z. B. auf der  Excon in Bangalore, Indien, der CTT in Moskau, Russland und der Bauma in München.

## Geschichte

### Bernhardi, Monski, Lucke und Nestler

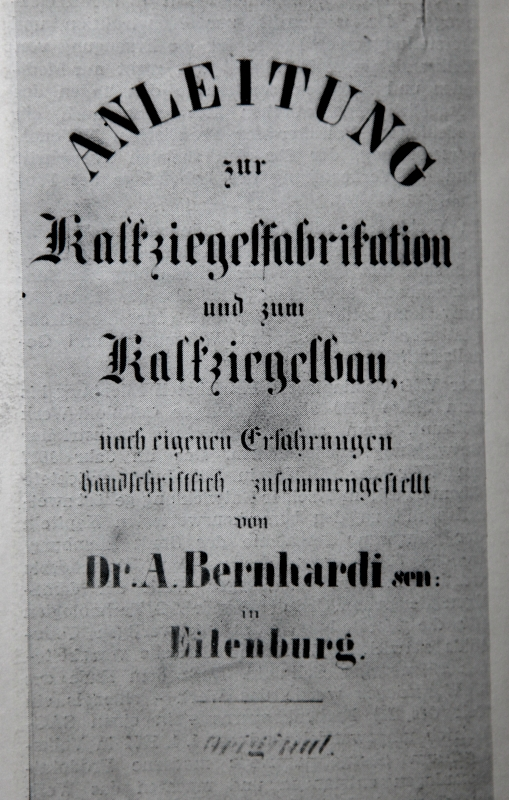
Patentschrift zur Kalkziegelfabrikation (um 1856)

Die Geschichte des Maschinenbaus in Eilenburg geht auf das Jahr 1854 zurück. Damals gründete Anton Bernhardi die „Maschinenbauanstalt Dr. Bernhardi Sohn“ am Nordring, um dort Maschinen für die Kalksandstein-Produktion in dem von ihm erfundenen Verfahren herzustellen. Der Arzt und Genossenschafter Bernhardi verfolgte damit das Ziel, einen qualitativ guten und gleichzeitig preiswerten Baustoff für den sozialen Wohnungsbau zu schaffen. Die Fabrik stellte Kunststeinpressen für Kalk-, Sand- und Zementprodukte sowie Mörtelmischmaschinen, Polier- und Zerkleinerungsmaschinen und Briketierungsanlagen her. Das Unternehmen hatte durch die Weltwirtschaftskrise 1929 einen starken Umsatzrückgang zu verkraften, konnte sich jedoch behaupten. Da die „Machtergreifung“ der Nationalsozialisten die internationalen Wirtschaftsbeziehungen belastete, brach der Absatz auf dem Weltmarkt weg. Ende der 1930er Jahre nahm das Unternehmen stattdessen lukrative Aufträge für die Kriegsproduktion an, so fertigte man Granaten für Artillerie und Panzer.

Die erste Fabrikationshalle der Firma Bernhardi (1870er Jahre)
Panoramaaufnahme der Fabrikanlage Dr. Bernhardi Sohn am Nordring (1912)

Eine Werbeanzeige der Firma Monski (1903)

Am anderen Ende Eilenburgs im Gebiet zwischen der heutigen Kranold- und der Walter-Rathenau-Straße eröffnete Alexander Monski 1877 die „Eisengießerei und Maschinenfabrik A. Monski“. Dort wurde die von dem britischen Ingenieur Robert Stirling 1816 patentierte Heißluftmaschine hergestellt und als Rider-Monski-Motor weiterentwickelt. Dazu kam die Produktion zahlreicher verschiedener Pumpen und Gebläse. Bis zu 125 Arbeiter waren dort beschäftigt. 1908 übernahmen die Söhne Alexander jun. und Heinrich Monski den väterlichen Betrieb. Ebenso wie bei Bernhardi waren auch die Kapazitäten der Maschinenfabrik Monski ab 1929 nicht mehr ausgelastet, so dass die Belegschaft reduziert wurde. Während des Zweiten Weltkrieges fertigte Monski Motorenteile aus Elektron für die Flugzeugindustrie.
Unweit der Maschinenfabrik Monski in der Kranoldstraße hatte Carl Lucke 1879 eine Maschinenfabrik zur Herstellung verschiedener Pressen gegründet. Später errichtete man eine Eisengießerei in der Schreckerstraße. „Pressenlucke“ unterhielt Handelsbeziehungen in der ganzen Welt und war international mit vielen Patenten präsent. Um 1929 entstanden in Eilenburg-Ost ein eigenes Kalksandsteinwerk und ein weiteres kleines Werk am Schießstandweg. Die Weltwirtschaftskrise zwang die Unternehmensleitung, den großen Betriebsteil zwischen Kranold- und Schreckerstraße zu schließen und sich fortan auf den kleinen Betriebsteil im Osten der Stadt zu konzentrieren.
Die 1929 frei gewordenen Luckeschen Werkshallen wurden 1935 von Helmut Nestler übernommen. Das Unternehmen war von Beginn an in die Kriegsproduktion einbezogen und war Zulieferer für die Erla Maschinenwerk G.m.b.H. in Leipzig-Heiterblick.
Ab 1938 erfolgte auch die Reparatur von Flugzeugmotoren. Zu dieser Zeit entstand abgelegen am Lauchberg in Eilenburg-Ost ein zweites Werk, um den Betriebslärm aus dem Wohngebiet zu verlegen. Dem Unternehmen wurde der Titel „Nationalsozialistischer Musterbetrieb“ verliehen.

### Entwicklung der Maschinenwerke nach dem Krieg
Im Juni 1945 nahm Bernhardi & Sohn trotz schwerer Schäden die Produktion seiner Baustoffmaschinen wieder auf. Zum 1. Oktober 1947 erfolgte hier die Überführung in den „Verband der Industriewerke Sachsen-Anhalt“ als Maschinenfabrik Eilenburg und das Werk erhielt einen Aufbaukredit in Höhe von 200.000 Mark. Zum einen die von der Sowjetunion geforderten Reparationen, zum anderen die starke Inlandsnachfrage nach Dachziegeln sorgten für eine volle Auslastung der Kapazitäten. Bei Monski waren die Zerstörung der kleinen Dreherei und der Schlosserei zu beklagen. Die Produktion von Pumpen und Gebläsen wurde wieder aufgenommen. Dabei mussten die Erdölpumpen als Reparationen an die Sowjetunion abgeführt werden. In der Fabrik Nestler wurden nach Kriegsende landwirtschaftliche Maschinen und Straßenwalzen produziert. Am 1. Juli 1948 wurde der Betrieb im Zuge der Enteignung von Kriegsverbrechern und Naziaktivisten in Volkseigentum überführt und firmierte fortan als VVB MELSA Maschinenfabrik Eilenburg. Auch Carl Lucke mit dem kleinen Rest seiner Maschinenfabrik in Eilenburg-Ost wurde 1948 entschädigungslos enteignet, allerdings ohne dass hier die Bedingungen eines Kriegs- oder Naziverbrechers vorgelegen hatten. Drei Jahre später schloss der verbliebene Betrieb.

### Gründung des EBAWE und Entwicklung in der DDR

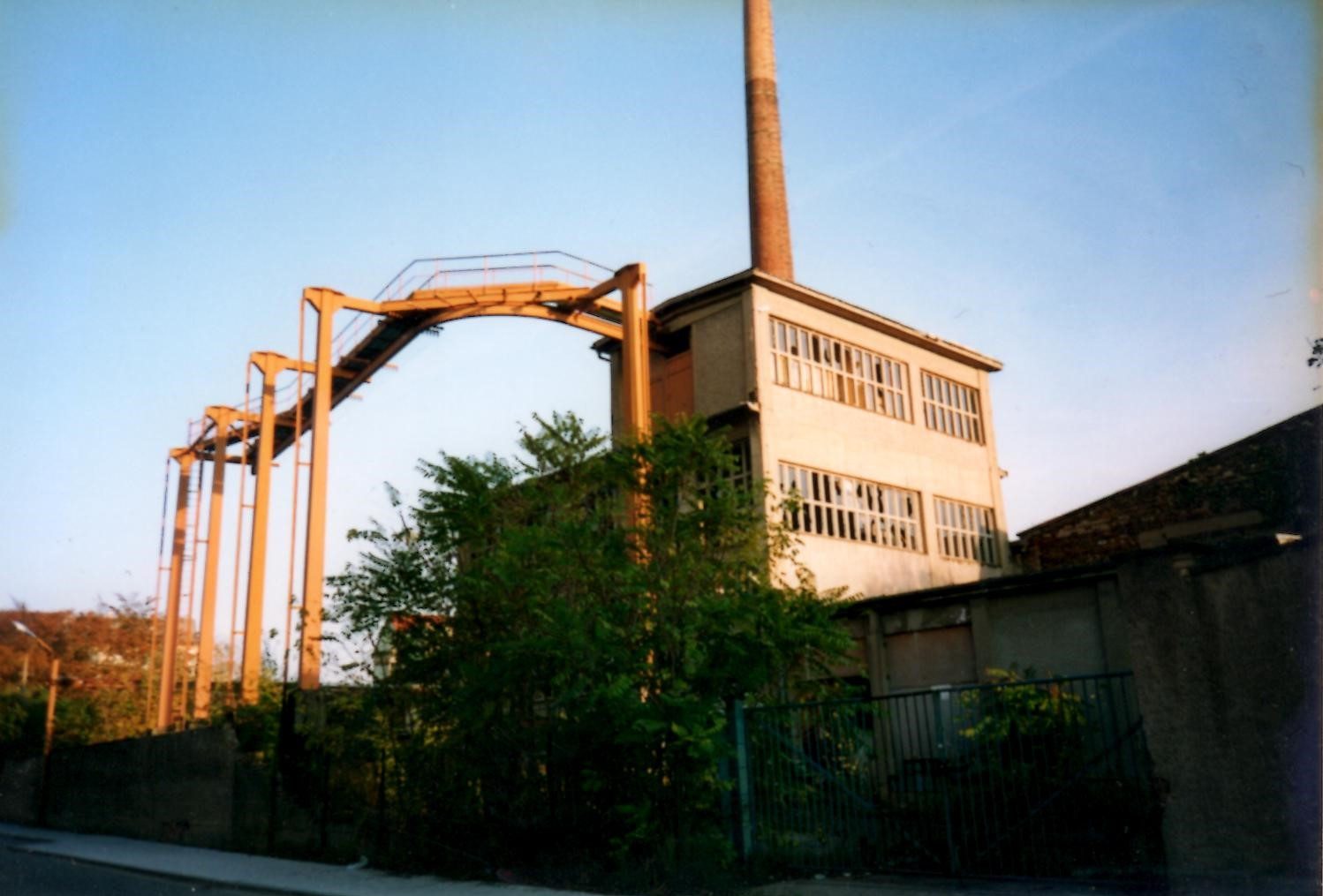
Ansicht des Betriebsteils Nordring nach der Stilllegung (Aufnahme 2004)

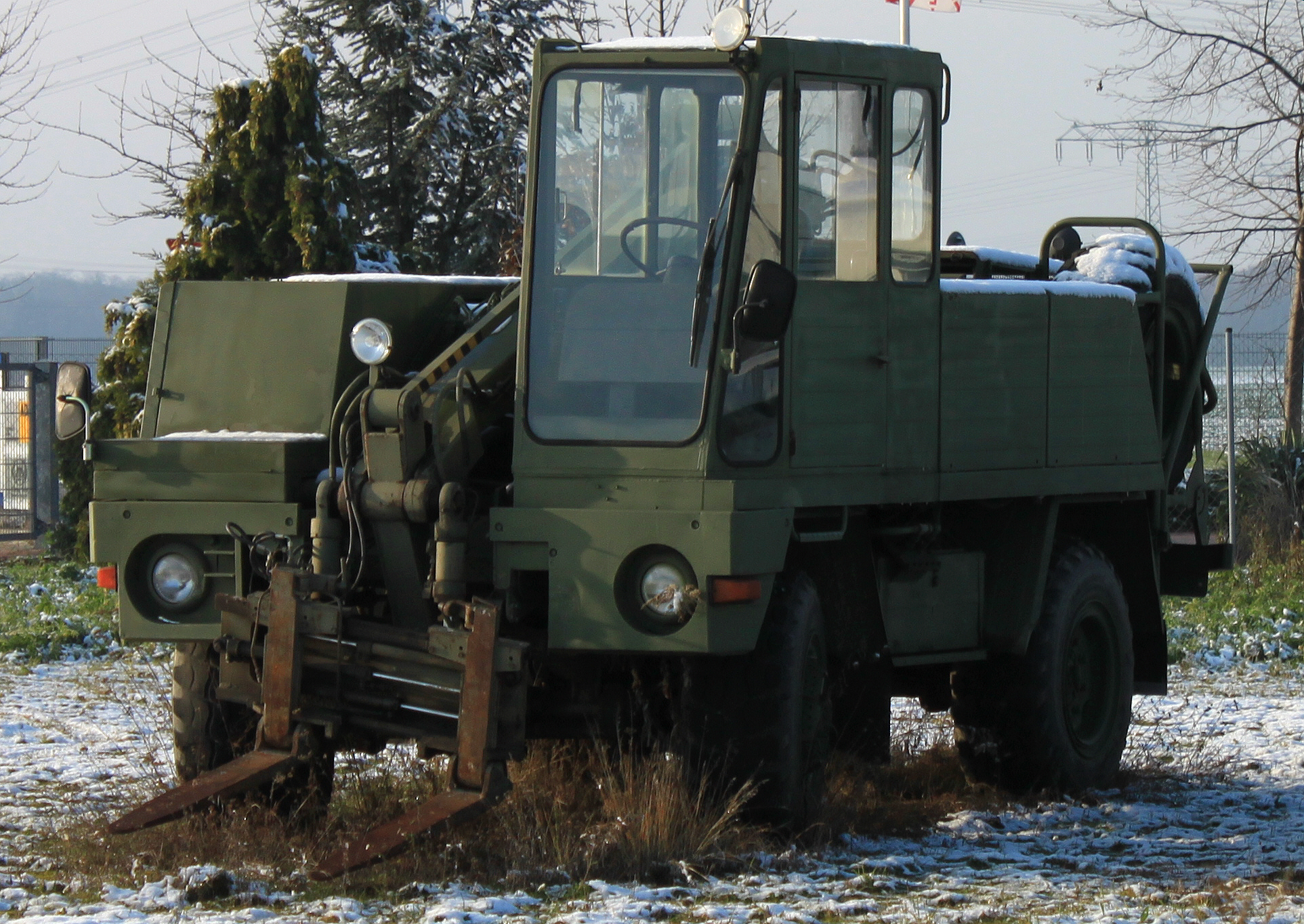
Geländegängiges Mehrzweckgerät 2,5

1949 benannte sich die ehemalige Bernhardi-Fabrik am Nordring in „Baustoffmaschinenwerk Eilenburg“. Am 1. April 1951 schlossen sich dieser Betrieb und die MELSA Maschinenfabrik zum VEB EBAWE Eilenburger Baustoffmaschinenwerk zusammen. Nach der Enteignung Monskis 1950 wurde dessen Betrieb zunächst treuhänderisch geführt, bis er 1953 dem VEB EBAWE eingegliedert wurde. Dieser wiederum wurde in das Kombinat Baukema eingegliedert. EBAWE verfügte nun über drei Standorte im Stadtgebiet: Kranoldstraße (Werk 1), Nordring (Werk 2) und Walter-Rathenau-Straße (Werk 3). In den 1960er Jahren entwickelte das wissenschaftlich-technische Zentrum (WTZ) Baukema mit dem Tunnelschalverfahren eine neue Bauweise. Zur Erprobung des neuen Verfahrens entstand das stadtbildprägende Hochhaus am Eilenburger Gabelweg als Experimentalbau. Zur Produktpalette gehörten zahlreiche Baustoffmaschinen sowie die Ausrüstung für den Wohnungs-, Gesellschafts- und Industriebau. Als Hauptauftragnehmer für die Ausrüstung der Plattenwerke der DDR war EBAWE vor dem Hintergrund des Wohnungsbauprogramms eine aussichtsreiche Zukunft beschieden. Mit dem GMG 2,5 wurde auch militärisches Gerät geliefert.
Durch den großen Bedarf an Maschinen in den Plattenwerken und zusätzlichen Export von Maschinen reichten die Produktionsstätten im Stadtgebiet nicht mehr aus. Zudem war durch die dezentrale Anordnung der Betriebsteile ein aufwendiger innerstädtischer Transport nötig. Aus diesen Gründen genehmigte das zuständige Ministerium für Schwermaschinen- und Anlagenbau den vollständigen Neubau der Produktion vor den Toren der Stadt in Eilenburg-Ost. So entstanden ab 1977 mehrere Fabrikhallen, ein Bürogebäude, ein Wasserwerk, eine Berufsschule, ein Sozialgebäude mit Arztstation und Betriebskonsum, eine Betriebsgaststätte und ein Bahnanschluss. Bis 1987 wurden alle Betriebsteile am neuen Standort vereinigt, das EBAWE war zu diesem Zeitpunkt mit etwa 1.200 Mitarbeitern der zweitgrößte Arbeitgeber der Stadt nach dem Chemiewerk.

### Privatisierung
1990 wurde der VEB EBAWE Baustoffmaschinen Eilenburg privatisiert und die EBAWE Maschinenbau GmbH gegründet. Mit dem Übergang zur Marktwirtschaft ging der Abbau des Großteils der Belegschaft einher. Von den rund 1.200 Beschäftigten Ende der 1980er Jahre verblieben 2010 noch knapp über 70. 1992 wurde der Anschlussbahnbetrieb eingestellt, die Werkslok vom Typ V 18 wurde jedoch für eine eventuelle Wiederaufnahme noch einige Jahre vorgehalten.

Ehemaliges Logo bis 2023

Die Altstandorte im Eilenburger Stadtgebiet erfuhren nach 1990 eine neue Nutzung. Im Werk 1 (ehemals Lucke/Nestler) richteten sich das Busunternehmen Geißler und eine Discothek ein. Das nahe gelegene Werk 3 (Monski) wird heute von einem Maschinenhandel genutzt. Das ehemalige Werk 2 (Bernhardi) am Nordring wurde etwa 2007 abgebrochen; auf dem Gelände wurde ein Discount-Markt errichtet.
1998 wurde die EBAWE Maschinenbau GmbH von der heutigen Unternehmensgruppe Progress Group aufgekauft und neu gegründet als EBAWE Anlagentechnik GmbH. Als eines von insgesamt 7 Tochterunternehmen ist EBAWE heute Weltmarktführer bei der Produktion von schlüsselfertigen Anlagen zur Herstellung von Betonfertigteilen.